# 多重化
多重化（たじゅうか、英: multiplexing, muxing）とは電気通信およびコンピュータネットワークにおいて、複数のアナログ信号またはデジタルデータストリームをまとめ、一つの共有された伝送路で送ることである。多重通信、多重伝送とも言う。高価・貴重な資源を共有することを目的としている。例えば電気通信において、無線LANのアクセスポイントは、複数の端末が同時に接続し、1つの伝送路を共有して利用することができる。
多重化は電信から始まり、その後様々な通信で使われるようになった。

## 概要

多重化の概念図: 複数の入力伝送路を多重化して単一の高速伝送路に接続する。多重化されたデータストリームをデマルチプレクサが受信し、元々の複数のデータストリームに展開する。

多重化された信号群は1つの伝送路上で送られる。多重化は、物理的には1つの高速大容量の伝送路を論理的な複数の伝送路に分割し、それぞれの論理伝送路を伝送すべき個々の信号やデータストリームに割り当てるものである。その逆の処理を多重分離 (demultiplexing) と呼び、受信側で本来の伝送路群を展開する。
多重化を行うデバイスをマルチプレクサ (MUX)、その逆を行うデバイスをデマルチプレクサ (DEMUX) と呼ぶ。
逆多重化 (IMUX) は多重化とは逆の目的で使われる。もともと1つだったデータストリームを複数に分割し、それらを同時に複数の伝送路を使って送信し、受信側で元のデータストリームを再構成する。

## 種類
多重化技術にはいくつかの種類があり、それぞれに様々な派生技術がある。主なものとして、空間分割多重化 (SDM)、周波数分割多重化 (FDM)、時分割多重化 (TDM)、符号分割多重化 (CDM) がある。
伝送路を有効利用するため各方式を組み合せて使用することが多くなってきている。
パケット通信のようにビットレートが変化するデジタルのビットストリームの場合、統計多重化を使って固定帯域幅の伝送路で効率的に伝送できる。パケット通信は非同期な時間領域多重化の一例であり、時分割多重化に似ている。
デジタルのビットストリームは符号分割多重化 (CDM) を使ってアナログ伝送路上で伝送でき、周波数ホッピング・スペクトラム拡散 (FHSS) や直接シーケンス・スペクトラム拡散 (DSSS) などの技法がある。
無線通信では、隣接する伝送路と人工衛星で偏波をずらす（水平/上下あるいは時計回り/反時計回り）で多重化したり、MIMO (Multiple-input multiple-output) 方式を組合わせたアレイアンテナによって多重化したりする。

### 空間分割多重化
有線通信の空間分割多重化では、単に2地点を複数本の電線で繋いでそれぞれ異なる伝送路として使う方式も含まれる。例えば、アナログステレオのオーディオケーブルでは、右チャンネル用と左チャンネル用にそれぞれペアのワイヤが使われている。また、電話線も多数の撚り対線で構成される。一般に有線の空間分割多重化は多重化とは見なされない。
無線通信の空間分割多重化は、複数のアンテナ部品を並べたアレイアンテナによるものである。MIMO (multiple-input and multiple-output)、SIMO (single-input and multiple-output)、MISO (multiple-input and single-output) と呼ばれる多重化がある。例えば、IEEE 802.11n の無線ルータに N 個のアンテナがあるとき、それぞれがピークビットレート 54 Mbit/s の N 個の多重化された伝送路で通信可能で、全体としてピーク性能が N 倍になる。それぞれのアンテナはそれぞれ異なるマルチパス（エコー）特性を示すため、デジタル信号処理によって個々の信号に分離することができる。これらの技法は多重化以外に、空間ダイバーシティ（通信品質の向上）やビームフォーミング（選択性向上）にも使われる。

### 周波数分割多重化

周波数分割多重化 (FDM): 各入力信号のスペクトルをそれぞれ別の周波数範囲にずらして配置する。

周波数分割多重化 (FDM) は本来、アナログ通信の技法である。FDMは複数のデジタル信号をそれぞれ異なる周波数領域で送ることで、1つの媒体でそれらを一斉に送信するものである。
FDMの典型的用途の1つとしてケーブルテレビがある。ケーブルテレビの加入者宅には1本のケーブルしかないが、その媒体で複数のチャンネルの放送を同時に送り届けている。受信側は周波数を選択（同調）することで特定のチャンネルを選択する。
ここから派生した技法として、光通信では波長分割多重化 (WDM) と呼ばれる方式が使われている。

### 時分割多重化

時分割多重化 (TDM)

時分割多重化 (TDM) はデジタル技術である（稀にアナログでも使われる）。数ビットまたは数バイトを1グループとして個々の入力ストリームを分割し、それらを交互に並べて送信し、受信側が逆の処理をして個々のストリームを再構成する。この処理が十分高速に行われれば、受信機側では別の通信経路のために余分な回路時間を消費したことを検出しない。
例えば、空港に4つの端末があり、中央コンピュータに接続しているとする。各端末の通信速度が 2400 bit/s のとき、そのような低速な回線を4本用意するのではなく、マルチプレクサを用意し 9600 9600 bit/s の回線1本でコンピュータと空港を繋ぐ。するとモデムも1対で済むことになる。

### 符号分割多重化
符号分割多重化 (CDM) またはスペクトラム拡散は、複数の伝送路が同じ周波数帯域を同時に共有する技法のクラスを意味し、その際の帯域幅はビットレートまたは符号レートよりずっと広い。スペクトラム拡散には、周波数ホッピングと直接拡散（直接シーケンス）がある。後者の場合、各伝送路がビット群を「チップ」と呼ばれる符号化された伝送路固有のパルス列として転送する。ビット当たりのチップ数あるいは符号当たりのチップ数を拡散率 (spreading factor) と呼ぶ。この符号化は一般に、一意な時間依存の一連の短パルス列を送信することでなされ、1ビットの送信に複数のチップが対応し、1チップの送信に複数の短パルスが対応する。それぞれの伝送路は符号が異なるため、同一の光ファイバーやラジオ周波数帯などの媒体で同時送信でき、非同期に多重分離される。従来の技法に対して優れているのは（統計多重化と同様）可変帯域幅が可能な点で、シャノン＝ハートレーの定理によれば帯域幅を広くするほどSN比が悪くても通信可能となる。無線通信におけるマルチパス対策としては、レイク受信機がある。
符号分割多重化技法は多元接続法として使われ、符号分割多元接続 (CDMA) と呼ばれる。例えば携帯電話サービスや無線ネットワークで使われている。なお、Code Division Multiple access という用語はクアルコムが定義した特定のCDMAベースの携帯電話システムを指すことがある。
CDMAの別の重要な用途としてグローバル・ポジショニング・システム (GPS) がある。

### 各方式の比較
| 日本語                            | 英語                                                               | 略称 | 原理                                                                   | 帯域利 用効率 | 遅延 時間 | フェージ ング耐性 | 回路規模            | 用途 |
| --------------------------------- | ------------------------------------------------------------------ | ---- | ---------------------------------------------------------------------- | ------------- | --------- | ----------------- | ------------------- | --- |
| 非同期時分割多重化 （統計多重化） | Asynchronous Time-Division Multiplexing (Statistical multiplexing) | ATDM | 多重化装置でタグをつけたパケットに変換し、分岐装置で宛先に分岐させる。 | 変動          | 変動      | 再送              | 小                  | パケット通信 : フレームリレー・ATM (Asynchronous Transfer Mode) ・イーサネットなど                      |
| 時分割多重化                      | Time Division Multiplex                                            | TDM  | 時分割固定スロットを情報ごとに割り当て                                 | 中            | 中        | 中                | 中                  | 同期デジタルハイアラーキ : SDH (Synchronous Digital Hierarchy) ・PDH (Plesiochronous Digital Hierarchy) |
| 周波数分割多重化                  | Frequency Division Multiplex                                       | FDM  | 電気信号の周波数帯を情報ごとに割当                                     | 小            | 小        | 小                | 小                  | 搬送電話・アナログ多重化無線・衛星通信                                                                  |
| 波長分割多重化                    | Wavelength Division Multiplex                                      | WDM  | 光ファイバーに波長の異なる複数の光信号を重畳                           |               | 小        |                   | 光学的なも のが必要 | 光波長多重通信                                                                                          |
| 空間分割多重化                    | Space Division Multiplex                                           | SDM  | 複数アンテナの指向性差で空間的ダイバシティ分離・合成                   | 最大          | 小        | 大                | 最大                | MIMO (Multiple Input Multiple Output) ・マイクロ波固定無線                                              |
| 符号分割多重化                    | Code Division Multiplex                                            | CDM  | 拡散符号を各情報に割当てスペクトル拡散変調                             | 大            | 大        | 大                | 大                  | 移動体向けデジタル衛星放送 : モバHO! 光符号分割多重 (OCDM : Optical CDM)                                |
| 偏波分割多重化                    | Polarization Division Multiplex                                    | PDM  | 直交する偏波面や旋円偏波を重畳                                         |               |           |                   |                     | 光偏波分割多重 (OPDM : Optical PDM)                                                                     |

WDM/OCDM/OPDMの組み合わせでペタビット級の光通信を目指して研究開発がなされている。

## 多元接続との関係
多重化を発展させたものが多元接続であり、例えばTDMから時分割多元接続 (TDMA)、統計多重化から搬送波感知多元接続 (CSMA) となる。
符号分割多重化 (CDM) を多元接続として使うときは、これを符号分割多元接続 (CDMA) と呼ぶ。ITUによる第3世代移動通信システム (3G) の Universal Mobile Telecommunications System (UMTS) 規格がある。CDMAの他の重要な用途としてグローバル・ポジショニング・システム (GPS) がある。他のよく使われている多元接続技法としては、時分割多元接続 (TDMA) と周波数分割多元接続 (FDMA) がある。

## 応用

### 電信
最初期の電気通信である電信は電線を媒体として使っており、それゆえに多重化による節約への関心が高かった。初期の実験で、2つのメッセージを同時に双方向に送ることができ（複信）、当初は両端に電源を必要としたが、後に一方だけで済むようになった。
1870年代、エミール・ボードはヒューズの電信装置を複数使った時分割多重化システムを開発した。1874年、トーマス・エジソンは双方向に同時に2つずつのメッセージ（合計4つ）を送信できる四重電信機を開発した。その後、複数の人々が周波数分割多重化技法を使った音響電信 (acoustic telegraphy) を研究し、そこから電話が生まれることになった。

### 電話
電話では、地区の加入者線（電話回線）をその地区に置かれた遠隔集線装置に集めて多重化している。多重化された信号が大幅に数を減らした電線で電話局（電話交換機）まで送られており、遠隔集線装置と各加入者宅の距離よりも長距離を伝送している。デジタル加入者線 (DSL) も同様である。
近年では光ファイバーを使った多重化通信で電話局まで接続するのが一般的で、従来 (POTS) の電話回線を公衆交換電話網に接続するだけでなく、DSLからFTTHへの置換にも関係している。通信プロトコルとしては、Asynchronous Transfer Mode (ATM) などが使われている。
電話回線やデータ回線の全てがまとめられるため、基本的にマルチプレクサ/デマルチプレクサを通さずに接続することはできない（ただしPON方式もあるため、局外にマルチプレクサ/デマルチプレクサがあるとは限らない）。
ケーブルテレビは複数のテレビチャンネルを多重化して送信しており、20世紀終盤以降は電気通信事業者と同様のサービスを提供開始した。IP放送も多重化に依存している。

### 映像処理
映像信号の編集/処理システムでは、多重化とは音声と動画をインターリービング処理によって単一の同期したMPEG-2システムにすることを指す（時分割多重化）。
デジタルビデオでは、そのようなトランスポートストリームは通常コンテナフォーマットの機能であり、コンテナフォーマットにはメタデータや字幕などの各種情報も含まれている。音声ストリームと動画ストリームは可変ビットレートの場合もある。そのようなトランスポートストリームやコンテナを生成するソフトウェアは一般にマクサー (muxer) と呼ばれ、統計多重化を行う。一方、デマクサー (demuxer) は多重化されたストリームやコンテナを分解するものである。

### デジタル放送
デジタルテレビとデジタルラジオのシステムでは、複数の可変ビットレートのデータストリームを多重化しており、統計多重化によって固定ビットレートのトランスポートストリームにしている。これによって複数の動画と音声のチャンネルを他の各種サービスと共に1つの周波数チャンネルで送信することができる。
デジタルテレビのシステムでは、複数の標準画質映像 (SDTV) 番組（特に DVB-T、DVB-S2、ISDB、ATSC-C) あるいは1つのHDTV番組に補助的に1つのSDTV番組を加えて、6から8MHzの帯域幅を持つ一つのテレビチャンネル上で送信する。これを行うデバイスを統計マルチプレクサと呼ぶ。いくつかのシステムでは多重化によってMPEGトランスポートストリームを生成する。DVBの比較的新しい規格である DVB-S2 では、複数のHDTVを多重化して1つのストリームにすることができる。もっとも、それ以前のDVBの規格でもより高機能なMPEG-4圧縮ハードウェアを使えば複数のHDTVチャンネルを多重化可能である。
衛星放送ではこれを multiple channel per carrier (MCPC) と呼んでいる。トランスポンダが1つしかないなど多重化が現実的でない場合、single channel per carrier (SCPC) というモードを使う。衛星テレビ放送における多重化は一般に地上の放送局またはアップリンクセンターで行われる。
デジタルラジオでは、Eureka 147、IBOC、DRM などがチャンネルの多重化を可能としている。DABでは多重化が必須だが（DABではこれを ensemble と称する）、IBOCのシステムでは完全に省略可能である。

### アナログ放送
FM放送などのアナログラジオでは、音声信号が送信機で変調される前に副搬送波を加える処理を一般に多重化と呼ぶ。この場合の多重化を MPX と略記することもある（ステレオFMなど）。